# Gigantic (serie de televisión)
Gigantic es una comedia dramática estadounidense que se transmitió por el canal de televisión TeenNick en Estados Unidos y por MTV en los países latinoamericanos. En EE. UU. se estrenó el 8 de octubre de 2010.
El 19 de abril de 2011, el miembro del reparto Tony Oller anunció en su cuenta de Twitter que la serie no sería renovada para una segunda temporada. El episodio final de la serie salió al aire el 22 de abril de 2011.

## Sinopsis
La historia gira alrededor de una joven de 17 años de edad, Anna Moore (Grace Gummer), y su hermano menor de 16 años Walt (Tony Oller); un par de adolescentes que viven en Hollywood y son hijos de una famosa pareja de cine: John y Jennifer Moore.
En la ficción, Anna y Walt regresan recientemente a Los Ángeles después de haber vivido en Australia durante los últimos dos años, mientras sus padres se encontraban rodando una película. La serie tiene una mirada de ficción en la complicada vida de los hijos de las celebridades de Hollywood, desde el punto de vista de la ostentación y el glamour. Expone la vida detrás de los chismes, explora las dificultades de crecer siendo hijos de "superestrellas".

## Reparto

### Elenco principal
- Grace Gummer es Anna Moore. Una aspirante a periodista de 17 años de edad y actriz. Ella es la hija mayor de los actores de Hollywood John y Jennifer Moore. Anna tiene sentimientos por Joey y los dos intentaron mantener una relación cuando ella regresó a Los Ángeles.
- Tony Oller es Walt Moore, hermano menor de Anna, de dieciséis años de edad, y músico. Walt tiene la esperanza de tener una relación que no tenga absolutamente nada que ver con su condición de hijo de estrellas de Hollywood.
- Ryan Rottman es Joey Colvin, una persona normal que tiene sentimientos por Anna. Sin embargo, durante la época que Anna vive en Australia, Joey tenía una aventura con Lulu. Casi un año más tarde, Lulu regresa y revela que tienen un hijo.
- Jolene Purdy es Piper Katins, la mejor amiga de Anna, que desarrolla sentimientos por su terapeuta familiar.
- Malcolm David Kelley es Finn Katins, el mejor amigo de Walt y hermano adoptivo de Piper.
- Gia Mantegna es Vanessa King, amiga (y también enemiga) de Anna, y una aspirante a actriz.

### Elenco recurrente
- Helen Slater interpreta a Jennifer Moore, una famosa actriz de Hollywood, madre de Anna y Walt.
- Patrick Fabian interpreta a John Moore, también actor de Hollywood, padre de Anna y Walt.
- Día Skyler interpreta a Maggie Ritter, la novia de Walt. Walt pronto descubre que ella está estudiando para ser actriz.
- Laurel Holloman interpreta a RaeAnne Colvin, la madre de Joey.
- Emma Caulfield interpreta a Sasha, la madrastra de Piper.[2]
- Bianca Collins interpreta Lulu Khandan, la amiga de Vanessa y exnovia de Joey. Ella tiene un hijo que fue "adoptado" por sus padres con el fin de ocultar la verdad a los medios de comunicación.
- David Sullivan originalmente iba a interpretar al consejero de la escuela, de acuerdo con su mensaje de Twitter,[3] pero sus escenas no fueron emitidas por televisión.
- Ben Milliken interpreta a Russell, un antiguo novio australiano de Anna.
- A.J. Lamas interpreta a Simon McRae.

## Episodios
| N.º | Título original                                                            | Director(es)      | Guionista(s)                      | Fecha de estreno (EE. UU.) |
| --- | -------------------------------------------------------------------------- | ----------------- | --------------------------------- | -------------------------- |
| 1-2 | «Pilot» «Piloto»                                                           | Angela Robinson   | Marti Noxon                       | 8 de octubre de 2010       |
| 3   | «Black and white and red all over» «Blanco, negro y rojo por todas partes» | John Stuart Scott | Bert V. Royal                     | 15 de octubre de 2010      |
| 4   | «Cas' girls are not so easy» «Porque las chicas no son tan fáciles»        | John Stuart Scott | Stacy Rukeyser                    | 22 de octubre de 2010      |
| 5   | «An awesome night of awesomeness» «Una increíble noche de genialidad»      | Rick Rosenthal    | David Holstein                    | 29 de octubre de 2010      |
| 6   | «Perfect complications» «Complicaciones perfectas»                         | Rick Rosenthal    | Meg LeFuave y John Michael Morgan | 29 de octubre de 2010      |
| 7   | «All in» «Todos dentro»                                                    | Jamie Babbit      | Bert V. Royal                     | 5 de noviembre de 2010     |
| 8   | «The town of no» «La ciudad del no»                                        | Barnet Kellman    | Stacy Rukeyser                    | 12 de noviembre de 2010    |
| 9   | «Dottie P.» «Dottie P.»                                                    | Sandy Smolan      | David Holstein                    | 19 de noviembre de 2010    |
| 10  | «Bye, bye baby» «Adiós, adiós bebé»                                        | Michael Grossman  | Nina Colman                       | 19 de noviembre de 2010    |
| 11  | «Zen and the art of getting over it» «Zen y el arte de superar»            | Jerry Levine      | Bert V. Royal                     | 11 de marzo de 2011        |
| 12  | «Carpe Diem» «Carpe Diem»                                                  | Fred Savage       | Meg LeFuave y John Michael Morgan | 11 de marzo de 2011        |
| 13  | «Scramble» «Pelea»                                                         | Fred Savage       | Dave Holstein                     | 18 de marzo de 2011        |
| 14  | «Back to normal» «Volver a la normalidad»                                  | Joanna Kerns      | Meg LeFuave y John Michael Morgan | 25 de marzo de 2011        |
| 15  | «The hell just happened» «El infierno acaba de suceder»                    | Bob Berlinger     | Dave Holstein                     | 1 de abril de 2011         |
| 16  | «The joy of contrition» «El placer del arrepentimiento»                    | John Stuart Scott | Bert V. Royal                     | 8 de abril de 2011         |
| 17  | «Food stylist girl» «Comida, estilista, niña»                              | Gil Junger        | Marti Noxon                       | 15 de abril de 2011        |
| 18  | «Things that haven't happened yet» «Las cosas que todavía no han sucedido» | Dennie Gordon     | Stacy Rukeyser                    | 22 de abril de 2011        |